# Сергеевка (Оконешниковский район)
Сергеевка — село в Оконешниковском районе Омской области России. Административный центр Сергеевского сельского поселения.

## История
Основано в 1908 году. В 1928 г. посёлок Сергиевка состоял из 109 хозяйства, основное население — украинцы. Центр Сергиевского сельсовета Калачинского района Омского округа Сибирского края.

## Население
| 2002 | 2010 |
| ---- | ---- |
| 834  | ↘664 |